# City Hunter (videogioco)
City Hunter (シティーハンター?, Shitī Hantā) è un videogioco pubblicato dalla Sunsoft per TurboGrafx-16 il 2 marzo 1990 esclusivamente in Giappone. Il videogioco è ispirato al manga ed anime City Hunter ideato da Tsukasa Hōjō, e permette al giocatore di controllare il personaggio di Ryo Saeba.